# Koponiusz
Koponiusz, łac. Coponius – pierwszy rzymski namiestnik (prefekt) prowincji Judei, w latach od 6 do 9 n.e.
Został mianowany przez Oktawiana Augusta po pozbawieniu urzędu etnarchy Judei Archelaosa, który był synem Heroda Wielkiego. Koponiusz był rzymskim rycerzem (ekwitą) który miał pełnią władzę administracyjną i sądową, włącznie z prawem kary śmierci. Jednocześnie August wysłał Kwiryniusza do Syrii by przeprowadził spis majątków i sprzedał mienie pozostałe po Archelaosie. Wtedy to właśnie Juda Galilejczyk po raz drugi podniósł bunt, wcześniej zaraz po śmierci Heroda Wielkiego. Za namiestnictwa Koponiusza grupa Samarytan sprofanowała Świątynię Jerozolimską wrzucając ludzkie kości do świętej strefy. Prawdopodobnie w związku z tym wydarzeniem jedne z bram świątyni noszą nazwę „bram Koponiusza”. Zakończywszy sprawowanie urzędu, wrócił do Rzymu. Do naszych czasów zachowały się jego monety wybijane w Judei.